# Rivka Cohen
 (octobre 2017).
Si vous disposez d'ouvrages ou d'articles de référence ou si vous connaissez des sites web de qualité traitant du thème abordé ici, merci de compléter l'article en donnant les références utiles à sa vérifiabilité et en les liant à la section « Notes et références ».
Rivka Cohen née à Etterbeek le 25 décembre 1939 est une écrivaine et une personnalité culturelle bruxelloise d’origine sépharade, impliquée dans la vie communautaire sépharade. 
Depuis 1984 elle anime l'émission sépharade ; en 1992, Moïse Rahmani la rencontre au Cercle Ben Gourion et lui demande s'il peut l'accompagner dans son émission. Rivka  Cohen anime l'émission intitulée La Voix Sépharade sur les ondes de la radio communautaire Radio Judaïca reconnue et soutenue par la Communauté française de Belgique. Elle collabore entre autres et de façon régulière aux articles de la revue littéraire Los Muestros.